# Abgar VII
Abgar VII fue rey de Osroena entre los años 109-116. Su objetivo principal era mantenerse independiente de las grandes potencias de la región, los imperios romano y parto. Con este fin, apoyó la campaña militar del emperador romano Trajano en Mesopotamia contra el rey parto Osroes I en 114-116,  poniendo fin a una era de neutralidad de Edesa para con el Imperio Romano. Sin embargo, en el 116, Abgar también apoyó una revuelta parta contra Trajano. El general romano Lusio Quieto respondió rápidamente capturando y saqueando Edesa.  Abgar VII murió en este momento.
Las fuentes no están de acuerdo con lo que sucedió después de la muerte de Abgar VII. Warwick Ball informa que Adriano nombró a Partamaspates de Partia como un rey títere de los territorios capturados, incluido Osrhoene en 117 EC. También informa que los romanos restablecieron la dinastía Abgar en el año 123 con la adhesión de Ma'nu VII. Drijvers y Healey (1999), por el contrario, informan que hubo un lapso de dos años después de la muerte de Abgar VII, donde Edessa no tenía rey antes de que la dinastía de Abgar fuera restablecida por el emperador Adriano en 118 EC como un reino cliente de Roma.